# Thái Tổ Đại Vương
Thái Tổ Đại Vương (28 – 146), thụy là Quốc Tổ Thái Vương, trị vì từ năm 53 – 146. Ông là vị vua thứ sáu của nhà Cao Cấu Ly. Ông lên ngôi vua khi chỉ mới 7 tuổi sau khi Mộ Bản Vương bị ám sát, mẹ ông là Phù Dư Thái hậu nắm quyền nhiếp chính. Dưới thời cai trị của vua Thái Tổ, đất nước Cao Cấu Ly bước vào thời kỳ phồn vinh, phát triển mọi mặt, về mặt quân sự được củng cố và mạnh mẽ, lãnh thổ được mở rộng. Thời gian trị vì 93 năm của ông rất dài, chấn chỉnh được mọi việc trong nước. Ông cũng là một trong những ông vua cai trị lâu dài và sống thọ tuổi trong lịch sử thế giới.

## Trị vì
Thái Tổ là cháu thứ hai của Lưu Ly Minh Vương, là con trai của Jaesa – một trong năm nhánh lớn có uy thế trong hoàng gia. Mẹ ông là người Phù Dư.
Mặc dù vua Mộ Bản đã phong Hae Ik làm người kế vị. Nhưng sau khi Mộ Bản mất, quần thần kiên quyết không lập Ik, và quay sang lập Jeasa làm vua. Nhưng Jeasa ngại tuổi cao, lên ngôi không được, bèn để con trai là Hae Gung (Giải Cung) lên thay, còn mình làm Thượng hoàng. Cung lên ngôi vua, tức là Thái Tổ Đại Vương. Vì vua lên ngôi khi 25 tuổi nên quyền chấp chính rơi vào tay Phù Dư Thái hậu.
Ngay từ khi có thể cầm quyền, Thái Tổ đã chuyển 5 thị tộc trong hoàng gia tản ra cai trị ở từng địa phương, tìm cách làm suy yếu họ đi, buộc họ phải tuân thủ mệnh lệnh của triều đình. Từ đó, quyền hành tối cao tập trung cả vào vua. Sau đó, Thái Tổ lo việc củng cố chính quyền, phát triển kinh tế, xây dựng quân sự.
Trong đời vua Thái Tổ trị vì đã mở nhiều cuộc xâm chiếm các miền đất khác. Năm 56, ông đem quân Đông tiến tiêu diệt nước Ốc Trở; năm 68 vua Đô Đầu (Dodu, 都頭) nước Hạt Tư Phù Dư (Galsa Buyeo) đầu hàng Thái Tổ và sáp nhập Hạt Tư Phù Dư vào Cao Câu Ly; năm 62 ông diệt nước Jona (?), và năm 74 ông diệt nước Juna (?). Ông ra sức làm suy yếu chính quyền địa phương, buộc họ phải theo chính quyền trung ương, dùng chế độ quan liêu chuyên chế.
Với nhà Hán, ông đấu tranh về nhiều mặt với nhiều nguyên cớ. Trong việc ngoại giao, ông phá vỡ hệ thống buôn bán giữa nhà Hán với quận Lạc Lãng. Năm 55, ông cho xây dựng thành Liêu Đông trên miền phía Bắc lãnh thổ, gần biên giới với Hán (đời vua Hán Quang Vũ Đế). Trong các năm 105, 111 và 118, ông liên tiếp phái quân từ Liêu Đông tấn công biên giới đông bắc nhà Hán (các đời vua Hán Hòa Đế, Hán An Đế). Năm 122, ông liên kết cùng các bộ tộc khác tấn công và chiếm gần hết miền Liêu Đông của nhà Hán (đời vua Hán An Đế). Năm 146 (đời vua Hán Hoàn Đế) mới chính thức công khai việc nhà Hán mất gần hết miền Liêu Đông vào tay Thái Tổ của Cao Câu Ly.
Làm vua được 93 năm, sau khi đã hoàn thành trách nhiệm của một anh quân, Thái Tổ băng hà vào năm 146. Người em trai của ông, Hae Suseong đã giết chết 2 người con trai của Thái Tổ và lên ngôi (theo Tam quốc sử ký và Tam quốc di sự), tức là Thứ Đại Vương. Việc Thứ Đại Vương giết con của Thái Tổ quả nhiên sau gặp quả báo, Tân Đại Vương về sau cũng giết chết con của Thứ Đại Vương vào năm 165.
Thái Tổ hưởng thọ 118 tuổi.